# Frederick Rolfe
Frederick William Rolfe (London, Engleska, 22. srpnja 1860. – Venecija, Italija, 25. listopada 1913.) bio je engleski pisac i fotograf, poznat po ekscentričnosti. Poznat je i kao Barun Corvo.
Godine 1886., Rolfe se preobratio na katoličanstvo te je osjećao „poziv“ za svećenstvom, što ga je frustriralo. Tvrdio je da ga je za „unuka uzela“ vojvotkinja Caroline Shirley, Engleskinja koja je postala dio talijanske aristokracije. Rolfe je sebe nazivao Frank English te se koristio i pseudonimom Fr. Rolfe, što se može tumačiti kao „Otac Rolfe“, budući da je imao silnu želju biti katolički svećenik. Postao je pisac te je umro u Veneciji 1913. godine. Rolfe je pokopan na groblju svetog Mihaela u Veneciji.
Rolfeovo je najpoznatije djelo Hadrian the Seventh („Hadrijan Sedmi“) – roman u kojem Rolfe prikazuje sebe kao Engleza izabranog za papu. Ostala su značajna djela Stories Toto Told Me, Nicholas Crabbe i The Desire and Pursuit of the Whole.